# Laredo (Cantabrie)
Pour les articles homonymes, voir Laredo.
Laredo est une commune espagnole située dans la partie orientale de la communauté autonome de Cantabrie et adjacente à la mer Cantabrique, à mi distance entre Bilbao et Santander. Elle compte 13 000 habitants. 
Juan Ramón López Visitación, du parti socialiste ouvrier espagnol, en est le maire depuis 2015.

## Géographie
La ville est située à l'embouchure de la rivière Asón qui se termine par une étendue de sable formant une plage de plus de 5 km appelée La Salve le long de la mer Cantabrique. La majorité de sa superficie est donc sablonneuse et plate, bien que la vieille ville soit située à flanc de falaise.
C'est une des très rares plages de tout le littoral espagnol atlantique.

## Histoire

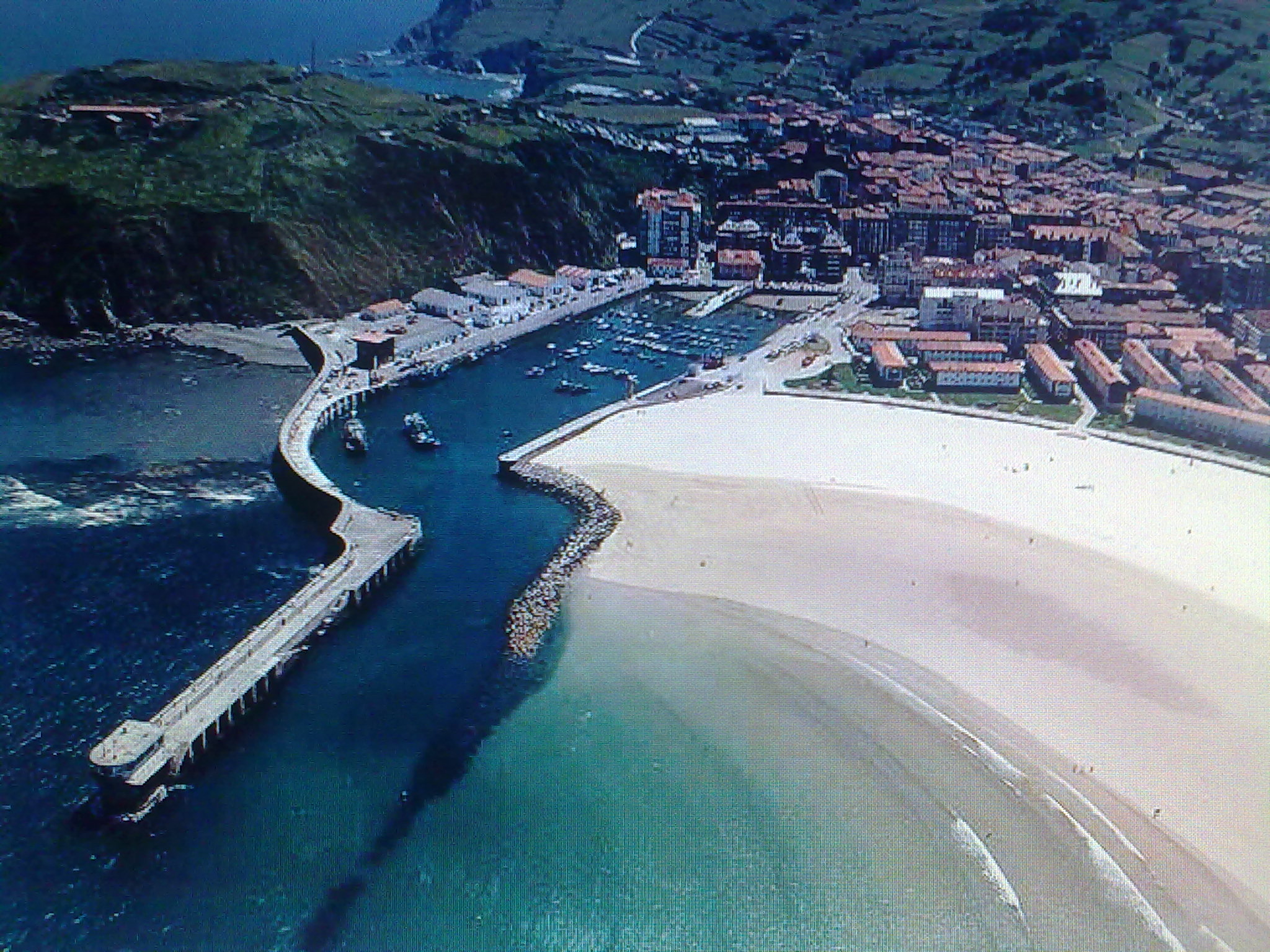
La vieille ville.

La vieille ville, classée site historique en 1970, a été fondée au Moyen Âge. Formée d'une multitude de ruelles, elle conserve encore les ruines de ses anciens remparts ainsi que de grandes bâtisses construites entre les XVIe et XVIIIe siècles et de superbes édifices religieux.
Charles Quint est un personnage emblématique de la ville, port où il débarqua en 1556 pour abandonner le pouvoir.
En août 1638, durant la guerre de Trente Ans, eut lieu la bataille navale de Laredo (en).
En 1864, s'ouvrit un tunnel destiné à faciliter l'accès à un port situé à l'extérieur du promontoire. En fait, le port fut détruit avant l'ouverture du tunnel, ce qui fait qu'il ne servit jamais à rien. Actuellement, il est ouvert en tant que promenade, permettant de traverser la colline sous l'ancien fort.

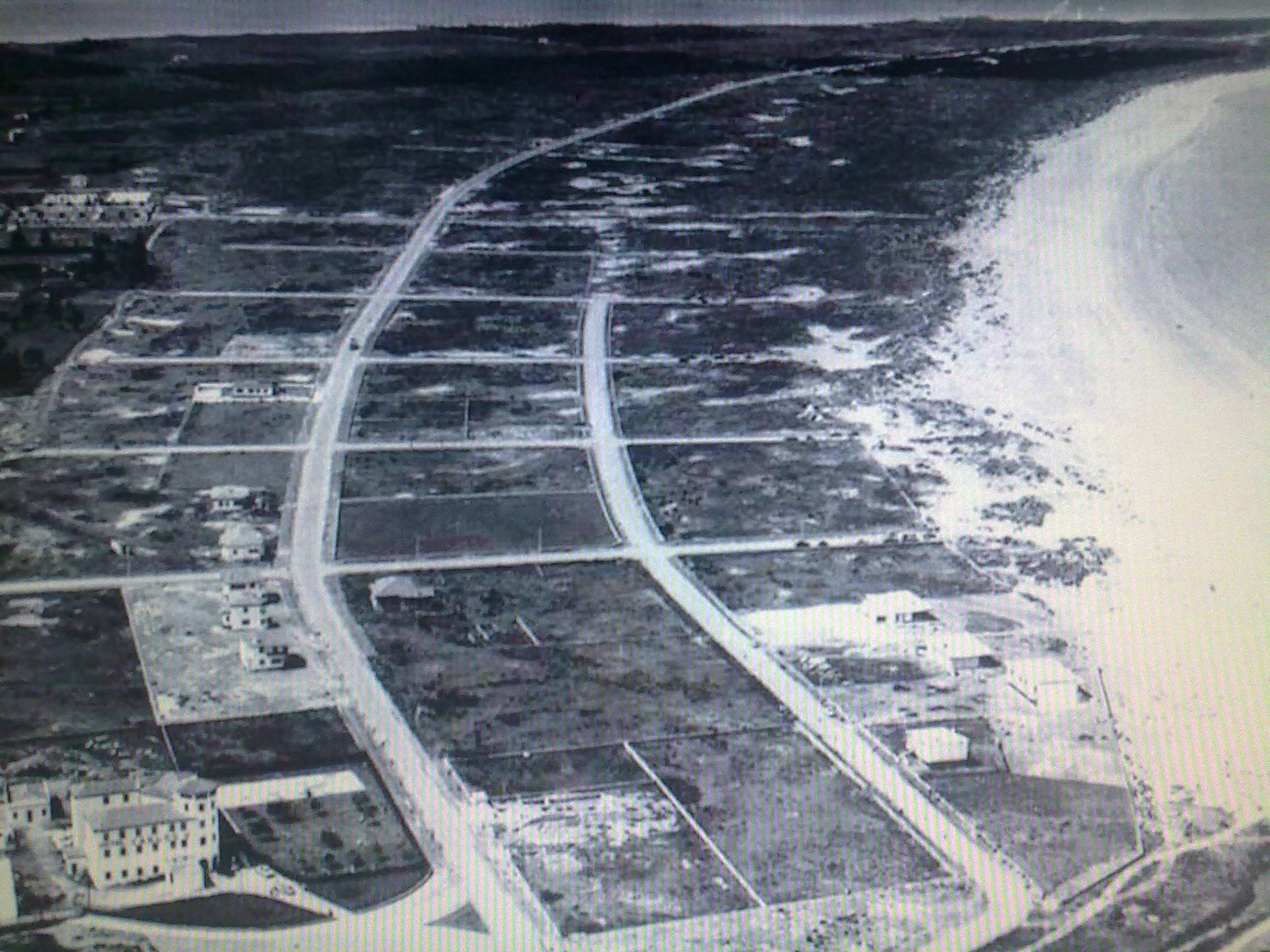
La plage avant la construction.

Le peuplement et la construction des habitations eurent lieu en trois phases :
- la phase historique, avec les pêcheurs et les militaires (constructions sur la colline) ;
- la phase résidentielle, à la fin du XIXe siècle, avec de luxueuses villas au pied de la colline ;
- la phase du tourisme de masse français, puis espagnol dans les années 1960, avec de nombreux immeubles construits sur la dune (la plupart des immeubles ont été commercialisés en France, ce qui faisait qu'on parlait bien plus français qu'espagnol dans la zone touristique à cette époque). Les touristes français ont été majoritairement remplacés par des Espagnols dans les années 1970.

La plus grande partie de la commune est occupée par des bâtiments, mais il est commun de rencontrer des bosquets d'eucalyptus, de pins et de châtaigniers, et l'on trouve une végétation typique des dunes près de la plage, et notamment à l'extrémité ouest baptisée El Puntal (la pointe).

## Activités
L'immense plage de sable fin a la particularité d'être relativement protégée des vagues par sa situation entre deux péninsules (l'endroit est  adapté au surf). Elle est en pente très douce, ce qui donne une très grande amplitude horizontale aux marées et dégage un très grand espace à marée basse.
Plusieurs écoles de surf sont présentes sur la plage et de nombreuses activités culturelles et touristiques existent.
Fin 2010 s'est ouvert le plus grand port de plaisance de la côte nord d'Espagne.

## Jumelages
- Cenon (France) depuis 1988
- Guadalajara (Mexique)
- Tijuana (Mexique)
- Laredo (États-Unis)

## Personnalités liées à la commune
- Angel Alonso (1923-1994), peintre français d’origine espagnole, né à Laredo.
- José Amavisca (né en 1971 à Laredo), footballeur espagnol.
- Javier Nart (né en 1947 à Laredo), avocat, écrivain et homme politique espagnol.
- José María Orense (1803-1880), homme politique et journaliste, né à Laredo.
- Jesús Juan Villar Alvarado (1879-1922), militaire, né à Laredo.